# Zawady Rawskie
Zawady Rawskie – wąskotorowy kolejowy przystanek osobowy w Zawadach, w gminie Rawa Mazowiecka, w powiecie rawskim, w województwie łódzkim, w Polsce. Obsługuje ruch turystyczny. Mieści się na początku wsi.